# Xã Canton, Quận Washington, Pennsylvania
Xã Canton (tiếng Anh: Canton Township) là một xã thuộc quận Washington, tiểu bang Pennsylvania, Hoa Kỳ. Năm 2010, dân số của xã này là 8.375 người.